# Гжел
Гжелът е вид руско национално порцеланово изделие с характерно художествено подглазурно оцветяване в кобалтово синьо на бял фон.

## Местонахождение на производството
Изделието носи името на старинното старообредско село Гжел, разположено на брега на река Гжелка в Ременски район на Московска област, на 60 km от Москва. Постепенно с името Гжел започва да се нарича целият район, разполагащ с много богати залежи от огнеупорна глина с различно качество, която се копае в Гжелско-Кудиновското находище. Това е причината, от древни времена, в тази част на областта да живеят майстори грънчари. В находището се намират 3 вида глина, насложени на пластове една над друга. Първият слой е от най-обикновена нискокачествена червена глина, вторият е от средната по качество жълта и най-отдолу, на тънък пласт, лежи висококачествената бяла глина, от която се изработват фаянсовите и порцеланови изделия. Между тях се намират пясъчни легла с дебелина от няколко метра, което силно затруднява добива.
Днес изработката на гжел е характерна освен за едноименното село, и за още около 30 села в близост до него. Това се Трошкóво, Глебово, Фенино, Речици, Ново-Харитоново, Туригино, Бахтеево, Меткомелино, Володино, Жирово, Игнатиево, Карпово, Кузяево, Коломино и други.

## Изработка
В миналото глината край селото се е добивала на ръка. Работата е тежка и се върши само от мъжете. Изкопават се дълбоки ями и се търси жила. Когато се достигне до нея, от дъното и стените се вади глината. По-късно с тази задача се заемат артелите.
След като се изкопае, глината се носи в работилницата, където се обработва с вода и се филтрира. Към получената чиста глина отново се добавя вода до получаване на еластична маса. Прави се смес от глина, кварц и фелдшпат. По принцип пропорциите на тези компоненти са тайна. Чак след това се поставя на грънчарското колело, на което майсторът изработва чаши, чинии, кани, стомни и други. Изделията се изпичат и девойките рисуват ръчно всеки предмет. След това помощниците и синовете полагат върху тях блестяща глазура, Накрая всичко се носи за изпичане в големи пещи. Тайната на обработка и живопис върху глинените изделия се предава от баща на син и ревностно се пази от жителите в съседните села.
Днес порцелановите изделия са тънки, водонепропускливи, обикновено бели, звънки при чукане и полупрозрачни в тънък слой. Суровината за производството им се състои от каолин, пластична глина, кварц и фелдшпат. Фаянсовите изделия също се изработват от глина, но са по-плътни и дребнопорести. Отличават се от порцелановите по наличието на повече пори и по-голяма водопоглъщаемост. Затова при тях покриването с тънък слой глазура е задължително. За производството на фаянс съотношението на компонентите е 60 – 65% пластични материали (каолин, глина), 30 – 36% кварц и 3 – 5% фелдшпат. Изработва се с тристепенно изпичане – основно, глазурно и фиксиращо рисунките.
В наше време технологията на производство на гжел се състои от формоване, сушене, оглед, контрол за пукнатини, изпичане в електрически пещи и рисуване в живописния цех. Първо се прави скица на съда и ескиз на рисунката. На специални механизми се изработва гипсов модел на бъдещото изделие. Механизмът представлява грънчарско колело с две стойки и дървена летва за опора на ръката. С помощта на резец се обработва повърхността на гипсовата заготовка, от която се прави отливка. Готовият гипс се разрязва на две половини, които се запълват с чиста, течна, сгъстена порцеланова маса. Порестият гипс изтегля влагата от порцелана, той постепенно се втвърдява и придобива исканата форма. След като изсъхне, се зачистват неравностите по ръбовете.

## Декориране
Първото изпичане се прави на 900 ˚С, след което започва рисуването. В живописния цех дадената от художника рисунка внимателно се пренася върху повърхността на съда. Работи се много внимателно, тъй като при грешка порите на материала поемат боята, която бързо попива навътре. Инструментите с които се работи са четки, стъклена палитра, шпатула за смесване на боите, буркан с черна смес, обикновено кобалтов оксид. Кобалтът е особен материал за оцветяване – в началото е съвсем черен и променя цвета си на ярко син едва след изпичане. Майсторите на гжел ползват над 20 нюанса на синия цвят, които при нанасянето им не се виждат и се появяват чак след изпичането.
Рисунката на гжел е подглазурна, т.е. първо се изпича съдът, нанася се рисунката, след това се потапя в глазура и накрая отново се изпича, този път на 1350 ˚С. При това финално изпичане глазурата става прозрачна като стъкло, а кобалтът придобива синия цвят.
Тематиката на гжелската рисунка в миналото е резултат от творчеството на хора, като правило неграмотни, но много талантливи. В повечето случаи те възпроизвеждат в рисунки окръжаващия ги свят. Успяват да обединят в изкуството си своите наблюдения над природата, градския и селски живот, впечатленията си от архитектурата и иконописта, а също и плодовете на собствената си фантазия. В рисунките най-често се срещат архитектурни пейзажи и природни мотиви – птици, растения и животни.
Днес декорацията се дели на три вида – растителна, орнаментална и сюжетна.
- Растителна декорация се състои от рисуване на цветчета, треви, клонки, листа, плодове, венчета от цветя, гирлянди. Обикновено се изобразяват роза, мак, гергина, лилия, божур, астра, карамфил, маргаритка, като формата им е сравнително условна.[2]
- Орнаменталната е изразена преди всичко в карета – няколко реда синьо-бели квадрати по страните и по протежение на ръба. Тук са включени известните гжелски мрежички – гребенчета, капчици, бисери, мустачки, антенки. Мрежата се нанася с твърда четка и после се запълва с вълнисти линии, звездички и други.[2]
- Сюжетна, при която се рисуват преобладаващо природата, годишните времена, сцени от градския живот, селски пейзажи, жанрови сцени и други. Към този вид рисунки се включват още персонажи от руските народни приказки – сини птици, полкани (богатири с кучешко тяло и човешки торс), сирини (райска птица с глава на девойка), Кот Баюни (огромни котки, людоеди с вълшебен глас) и т.н.[2]

Главната отличителна черта на гжелската рисунка е начинът на нанасянето на мазките. Под правилна декорация на изделията се разбира правилното съотношение между синия и белия цвят, както и различаването една от друга на всяка отделна положена мазка. Този начин на работа е получил названието „азбука на мазките“.
Съвременните майстори създават и многоцветни рисунки, а също – рисунки в златно и платинено. Тази техника се използва при декорацията на костен порцелан, открит в Англия през 1750 г. Поднесен към светлината, качественият костен порцелан прозира. За да се подчертае това негово качество, изделията никога не се декорират с много рисунки.

## История
Изработката на глинени съдове в местността е много древна. Археолозите намират парчета от съдове, при които цветовете въобще не са избелели, а рисунъкът е съвсем конкретен. Нарисувана е не просто трева, а точно полевица, не някакви условни листенца, а листа от папрат, не просто плодове, а конкретно ягоди.
Първите документирани сведения за гжела се срещат през 1328 година, сред грамотите на московския княз Иван I Калита. През 14 век гжелската местност става център на керамичното производство в Русия. По това време изделията са цветни, с преобладаващи златисти тонове. Изработват се съдове за домашна употреба чинии, сервизи, халби, чаши, кани, играчки и други.
През 1663 г. цар Алексей Михайлович Романов издава т.нар. „Аптекарски указ“, с който заповядва от Гжелска енория да се изпрати глина за аптекарски и алхимични съдове. Тогава в Москва са доставени 15 каруци глина, а Гжел, заедно с цялото си население, е подчинен на Аптекарската заповед. Това е и причината, жителите на селото никога да не са били крепостни.
През 18 век Ломоносов, който търси тайната на порцелана и подробно изучава гжелската глина, пише, че това е най-чистата и качествена бяла глина, която някога е виждал. При Петър I глината от Гжел се ползва за изработка на тухли, а дъщеря му императрица Елисавета открива първия завод за порцелан в Русия. Дмитрий Виноградов, химик и съученик на Ломоносов, разгадава тайната на китайския порцелан и докарва глина от Гжел, от която са изработени първите порцеланови изделия в страната.
През 18 век изкуството за изработка на гжел се усъвършенства и разширява. Преминава се от използване на некачествена глина към работа с полуфаянс, фаянс и порцелан. Полуфаянсовото производство възниква в Гжел в началото на 19 век. Първият опит да изработи фаянс или полуфаянс, като към глината добавя опак, прави Назар Максимов, селянин от Кузяево. Опитът е сполучлив, работата се развива и Максимов основава работилница за изработка на полуфаянсови съдове. Започва декорацията само със сини цветове, което по-късно става символ на гжелските изделия.
След него такива малки предприятия откриват Ермил Федючков, Пузанови, Гусятникови, Нестерови, Куринови. Според разказите на старите гжелски жители, първият производител на порцеланов гжел става Павел Куличков. Така в село Гжел се заражда и първото производство на майоликовата, фаянсовата и порцеланова селска промишленост. Продукцията намира голям пазар и започва бързо да се изчерпва.
Най-трудният и завършващ етап от производството е изпичането на съдовете, от което в голяма степен зависи тяхното качество. Появява се нова професия, свързана с изпичането на предметите, в която работят изявени майстори – Иля Гусаков, Николай Хромин, Кузма Филин. Те могат да определят температурата на изпичане и точния момент, в който изделието е готово, дори само по цвета на огъня.
В село Гжел се появяват и майстори на глазурата. Преди повече от 100 години гжелският майстор Георги Монахов открива тайната на глазурата с метален отблясък, а няколко години по-късно – и кристалната глазура. В началото на 20 век той създава много видове глазури, които му носят известност и поредица от ученици. Гжелските младежи започват да работят още от деца и успяват в ранна възраст да овладеят техническите прийоми и да изработят собствен, индивидуален почерк.
В началото, още от стари времена, рисунките по гжела са били не сини, а разноцветни. Използвани са основно три цвята – жълто, червено и зелено. Древноруската гжел (майолика) е рисувана с 5 цвята – основа от бял емайл, зелен (медни соли), жълт (соли на антимона), вишнев (манганови соли) и син (кобалтови соли). По онова време гжелът не е бил предмет на разкош. Съдовете за мляко, квас, купи, чинии и т.н са предназначени за обикновените селски и градски жители. Доста по-късно разцветката е променена и съдовете поскъпват много.
Сред самоуките работници, създаващи собствени композиции, се появяват талантливи майстори, които от чашите, чайниците и чиниите създават истински произведения на художественото изкуство. С ръста на производството на порцеланови изделия, започват да се появяват специализирани ателиета за живопис по фаянс и порцелан. В тях се носят белите изделия, рисуват се по зададени модели и последното изпичане става също в ателието.
През 19 век единичните майстори остават все по-малко, като за сметка на това се разкриват малки фабрики за гжел. През 1871 г. в 16 села в района на Гжел има общо 11 магазина, 15 кръчми и 88 производствени предприятия за порцелан.
След Октомврийската революция, през 1918 – 1919 г. започват разкулачването и национализацията. В Гжелския керамичен район са национализирани всички фабрики и работилници. Седемте най-големи от тях са обявени за държавни заводи за порцелан. Производството на гжел запада и има опасност въобще да се прекрати.
През 1929 в Гжел е създаден първият артел под названието „Напред, керамика“. Образувани са още няколко артела, които по-късно се обединяват в предприятието „Художествена керамика“. През 1933 г. е основан Гжелският керамичен завод в с. Туригино, бивша собственост на братя Дунашови. На работа в него пристигат изкуствоведът Александър Салтиков и художничката Наталия Бесарабова. Те възраждат производството и популярността на гжела, като създават нов стил – известните в наши дни сини рисунки на бял фон. До този момент, гжелът е бил разноцветен. В периода 1930 – 1940 година тук са съсредоточени почти половината от всички предприятия за порцелан.

## Настояще
С течение на годините работилниците и малките фабрики постепенно са заменени с просторни цехове с тунелни пещи и сушилни. Днес районът е един от най-големите производители на гжел в страната. През 1972 година, на базата на 6 малки предприятия, разположени в няколко села, е създадено производственото обединение „Гжел“. В него влизат Гжелският керамичен завод, Кузявският порцеланов завод и други керамични заводи за художествени изделия. Днес обединението „Гжел“ се състои от 6 съвременни завода, персоналът на които наброява 1500 висококвалифицирани работници.
В голямата си част основните процеси са механизирани, но по традиция майсторите изработват ръчно моделите, отделните части и детайлите на изделията. Рисуването на съдовете също се прави на ръка. Съхранени са художественото своеобразие и традиционният стил на едноцветната синя подглазурна рисунка на бял фон, като се различават над 30 нюанса на синия цвят. Това отличава уникалният гжелски порцелан от всички други порцеланови продукти, изработени в различни фабрики в страната и извън нея.
- Кана
- Мрежичка
- Бутилки във формата на космически ракети
- Специализиран магазин в Гжел
- Печат за автентичност

- Творби на Валентин Розанов и Людмила Азарова
- Квасник, автор Людмила Азарова (1969)
- Чаепиене (детайл), автор Людмила Азарова (1966)
- Кана „Лъв“, автор Валентин Возанов (1997)
- Часовник „Лефортово“, автор Валентин Возанов (1999)
- Часовник „Кусково“, автор Валентин Возанов (2003)
- Облицовка на камина, майолика, автор Валентин Возанов (2010)